# Филип VI фон Боланден
Филип VI фон Боланден (на немски: Philipp VI von Bolanden; * пр. 1258; † ок. 1303) е господар на Боланден.

## Произход
Той е син на Вернер V Шенк фон Боланден († 1288), Шенк фон Боланден, и съпругата му Елизабет († сл. 1284). Внук е на Вернер IV фон Боланден († 1258/1262) и първата му съпруга Кунигунда фон Лайнинген († сл. 1236). Племенник е на Фридрих фон Боланден († 1302), епископ на Шпайер (1272 – 1302). Брат му Вернер фон Боланден († 28 ноември 1324) е от 1274 г. каноник в Майнц, приор в Шпайер (1324).

## Фамилия
Филип VI се жени за Кунигунда фон Брухзал († сл. 1307). Те имат децата:
- Ото I фон Боланден (* пр. 1304; † 1327), женен за Лорета рауграфиня цу Щолценберг († 1350)
- Вернер (* пр. 1294; † сл. 1316)
- Йохан († сл. 1319)

Вдовицата му Кунигунда фон Брухзал се омъжва втори път (пр. 1237) за граф Хайнрих III фон Цвайбрюкен-Еберщайн (* пр. 1281; † 1307), син на граф Симон I фон Цвайбрюкен († 1281) и внук на Хайнрих II фон Цвайбрюкен.